# 银行间债券市场
银行间债券市场是中国的一种金融市场，1997年由16家商业银行总行创建，后来其他商业银行、信用社、证券公司、保险公司、基金、一般企业事业逐渐加入。到2004年末，一共有商业银行231家、信用社665家、证券公司95家、保险机构63家、基金361家、一般企事业机构2755家。